# Битва на перевале Гуаябо (1866)
Битва на перевале Гуаябо (исп. La Batalla del Paso El Guayabo) — боестолкновение, произошедшее 10 ноября 1866 года между бойцами Мексиканских Соединённых Штатов с одной стороны, и бойцами Мексиканской империи и Французской империи с другой, во время второй интервенции французов в Мексику.

## Ход событий
Французский военачальник Альфре Бертелин прибыл в окрестности Колимы из Гвадалахары с целью покончить с мексиканскими партизанами Хулио Гарсии. Узнав о планах французских войск, Гарсиа разделил свои силы, поручив главную колонну Игнасио Сепеде.
Заметив авангард сил Бертлина, Сепеда инсценировал бегство мексиканских войск, в ходе которого произошел обмен несколькими выстрелами. Таким образом, его преследователи попали в подготовленную республиканцами ловушку. После нескольких часов боёв республиканцы одержали победу. В бою было убито около 70 французов, в том числе Бертелин.